# Arnobius den yngre
Arnobius den yngre var en semipelagiansk biskop i Gallien och levde vid mitten av 400-talet.